# Mỏ than Khuut
Mỏ than Khuut là một mỏ than nằm ở sum Matad, tỉnh Dornod, miền đông Mông Cổ.
Mỏ này có trữ lượng than lên tới 294,2 triệu tấn than nâu. Mỏ có công suất sản xuất hàng năm là 0,12 triệu tấn than.